# Щасливе (Роздільнянський район)
Щасли́ве — село в Україні, у Захарівській селищній громаді Роздільнянського району Одеської області. Населення — 57 осіб.

## Історія
17 липня 2020 року, в ході децентралізації, село увійшло до складу Захарівської селищної громади.
19 липня 2020 року, в результаті адміністративно-територіальної реформи та ліквідації Захарівському району, село увійшло до складу новоутвореного Роздільнянського району.
19 вересня 2024 року Верховна Рада України підтримала перейменування села Перше Травня на Щасливе. 26 вересня 2024 року перейменування набуло чинності. 25 лютого 2025 року також перейменований колійний пост, що розташований біля села на однойменну назву.

## Населення
За переписом 1989 року населення села, яке тоді входило до складу Перехрестівської сільської ради, становило 86 осіб, з яких 30 чоловіків та 56 жінок.
За переписом населення 2001 року в селі мешкало 57 осіб.

### Мова
Розподіл населення за рідною мовою за даними перепису 2001 року:
| Мова       | Відсоток |
| ---------- | -------- |
| українська | 96,49 %  |
| російська  | 1,75 %   |
| румунська  | 1,75 %   |